# Tarzan's Greatest Adventure
Tarzan's Greatest Adventure ((título no Brasil) A maior aventura de Tarzan) é um filme britânico de 1959 do gênero aventura (na selva), dirigido e co-roteirizado por John Guillermin, com produção de Sy Weintraub e Harvey Hayutin. Berne Giller foi o outro roteirista e a história foi de Les Crutchfield (baseado no personagem de Edgar Rice Burroughs). Tarzan é interpretado pela quinta vez por Gordon Scott, que estrelou mais cinco filmes com o personagem. Jane não está presente e Cheetah faz uma rápida aparição apenas no começo do filme. Anthony Quayle e Sean Connery, que se tornariam famosos com a série cinematográfica de James Bond na década seguinte, interpretam vilões.

## Sinopse
Uma aldeia africana sofre um roubo violento, supostamente por criminosos nativos. Uma das vítimas, antes de morrer, diz o nome "Slade". Pigmentos nas mãos do morto revelam que os atacantes na verdade eram brancos disfarçados de nativos negros. Avisado pelos tambores, Tarzan chega e logo se lembra de Slade, um antigo e cruel criminoso inimigo que escapara dele um ano antes. Tarzan pega sua canoa e começa a perseguição aos criminosos. No meio do caminho, ele socorre uma conhecida (Angie) que sofreu uma pane de avião e é obrigado a levá-la a contragosto em sua viagem. Com Slade estão mais três homens e sua namorada. Slade os guia até uma mina de diamantes e quer usar os explosivos roubados da aldeia para extrair as pedras preciosas. O grupo é problemático e um dos comparsas, o ex-nazista e especialista em jóias Kruger, desconfia de Slade e tenta traí-lo. Enquanto isso Tarzan inicia o ataque usando suas armas, arco e flecha e faca. Slade então o ataca com os explosivos e o fere, mas Tarzan consegue se esconder. Angie tenta socorrê-lo e acaba prisioneira dos bandidos.

## Elenco principal
- Gordon Scott...Tarzan
- Anthony Quayle...Slade
- Sara Shane...Angie
- Sean Connery...O'Bannion
- Niall MacGinnis...Kruger
- Al Mullock...Dino
- Scilla Gabel...Toni